# ゴルフダイジェスト
『ゴルフダイジェスト』は、株式会社ゴルフダイジェスト社が発行する、月刊のゴルフ専門誌（雑誌）である。姉妹誌に『週刊ゴルフダイジェスト』がある。
1961年（昭和36年）8月に創刊。レッスンを始め最新のギアやファッション、さらにプレー情報も掲載。ゴルフ雑誌の草分け的存在としてゴルファー（プレイヤー）及びゴルフファンに支持されている。
『週刊ゴルフダイジェスト』は、1965年（昭和40年）5月10日に「創刊準備号」が『別冊ゴルフダイジェスト』として発行され、翌年1月に正式創刊した。当初は本家と同じく月刊だったが、1968年（昭和43年）6月に月2回刊となり、1972年（昭和47年）7月20日号より週刊化されると同時に現在の誌名に変更された。こちらでは芸能人によるコラムや「オーイ!とんぼ」などの漫画が連載されている。
なお、アメリカ合衆国で発行されている『ゴルフダイジェスト』とは無関係である。